# Comté de Cheshire (New Hampshire)
Pour les articles homonymes, voir Cheshire.
Le comté de Cheshire est un comté situé dans le sud-ouest de l'État américain du New Hampshire.  Le siège du comté se situe à Keene. Il est nommé en référence au comté de Cheshire en Angleterre. Selon le recensement de 2020, sa population est de 76 458 habitants.

## Géographie
La superficie du comté est de 1 888 km2, dont 1 832 km2 est de terre. 

### Géolocalisation
| Comté de Windham  | Comté de Sullivan |                       |
|                   | Comté de Cheshire | Comté de Hillsborough |
| Comté de Franklin |                   | Comté de Worcester    |

## Démographie
Lors du recensement de 2010, le comté comptait une population de 77 117 habitants. Elle est estimée, en 2017, à 75 960 habitants.
| Groupe            | Comté de Cheshire | New Hampshire | États-Unis |
| ----------------- | ----------------- | ------------- | ---------- |
| Blancs            | 96,3              | 93,1          | 72,4       |
| Métis             | 1,4               | 1,6           | 2,9        |
| Asiatiques        | 1,2               | 2,5           | 4,8        |
| Afro-Américains   | 0,5               | 1,4           | 12,6       |
| Autres            | 0,4               | 1,0           | 6,4        |
| Amérindiens       | 0,3               | 0,2           | 0,9        |
| Total             | 100               | 100           | 100        |
|                   |                   |               |            |
| Latino-Américains | 1,4               | 2,8           | 16,7       |

Selon l'American Community Survey, pour la période 2011-2015, 97,02 % de la population âgée de plus de 5 ans déclare parler l'anglais à la maison, 0,59 % le français, 0,53 % l'espagnol et 1,86 % une autre langue.